# O Livro Negro do Capitalismo
O Livro Negro do Capitalismo (título original: Le Livre noir du capitalisme) é uma obra coletiva de professores  e pesquisadores universitários publicada em 1998 como uma paródia do Livro Negro do Comunismo (1997).
O Livro Negro do Capitalismo não pretende apenas mostrar, como também quantificar as vítimas do sistema econômico em questão, expressando as contradições no discurso anticomunista em relação ao cotidiano capitalista. A publicação se propõe a fazer isso através de uma série de tópicos independentes, encomendados a distintos escritores, aos quais foi concedida carta branca para que escrevessem sobre quaisquer aspectos do capitalismo moderno. Os temas abordados vão desde o tráfico de escravos africanos até as tragédias sociais trazidas pela era da globalização financeira. 

## Descrição
O Livro Negro do Capitalismo é uma obra sobre aspectos essenciais de um modelo econômico, de uma ideologia e de uma política que, de acordo com os autores, têm produzido a injustiça, discriminação, desigualdade e exclusão social em todo planeta. Os autores desafiam a noção de que o capitalismo seria um estado natural da humanidade, bem como a ideia de que suas catástrofes seriam igualmente catástrofes naturais, sem rostos e sem responsáveis, argumentando a intrínseca responsabilidade de instituições como o Dow Jones e o FMI nestes eventos.
Organizado por Gilles Perrault, a obra reúne artigos de historiadores, economistas, sociólogos, sindicalistas e escritores como Jean Suret-Canale, Phillippe Paraire, Claude Willard, Pierre Durand, François Delpla, Robert Pac e Jean Ziegler. Cada um escolheu sobre qual aspecto do capitalismo escrever: escravidão, repressão, tortura, violência, roubo de terras e recursos naturais, criação e divisão artificial de países, imposição de ditaduras, embargos econômicos, destruição dos modos de vida dos povos e das culturais tradicionais, devastação ambiental, desastres ecológicos, fome e miséria. 
Para Gilles Perrault, o adversário real do capitalismo trata-se da multidão civil envolvida pelo processo capitalista. Ele sustenta que este sistema econômico é assombrado pelas multidões deportadas da África para as Américas para servir como mão-de-obra escrava, pelos homens sacrificados nas trincheiras das grandes guerras, por aqueles torturados até a morte nas celas dos "cães de guarda do capitalismo", pelos fuzilados na Espanha e também na Argélia, pelos centenas de milhares massacrados na Indonésia, e por aqueles que foram quase erradicados, como os índios das Américas, e aqueles que foram sistematicamente assassinados na China para garantir a livre circulação do ópio. 
De acordo com o Livro Negro do Capitalismo a revolta daqueles que tiveram sua dignidade negada representa o maior perigo para a manutenção do status quo capitalista. A publicação refere que a insatisfação social resultante da marginalização à qual o Terceiro Mundo é submetido combina-se com a insatisfação daqueles condenados a pagar os juros de uma dívida que serve apenas para enriquecer seus governantes, gerando o derradeiro oponente deste sistema econômico.

### Apêndice
O apêndice do livro fornece uma lista incompleta de vítimas atribuídas ao sistema capitalista do século XX pelo editor. A lista - que inclui as guerras motivadas por interesses capitalistas - conta com um número estimado de 58 milhões de mortos na Primeira e na Segunda Guerras Mundiais, além de mortes nas várias guerras coloniais, repressões anticomunistas, conflitos étnicos, algumas vítimas de fome e desnutrição, levando ao montante de 106 milhões de mortes atribuídas ao capitalismo naquele século.

## Estrutura do livro
- Prólogo - Gilles Perrault
- Introdução - Maurice Cury
- As origens do capitalismo (séculos XV a XIX) - Jean Suret-Canale
- Economia servil e capitalismo: um balanço qualificável - Philippe Paraire
- 1871: traição de classe e semana sangrenta - Claude Willard
- A Grande Guerra: 11.500 mortos e 13.000 feridos por dia ao longo de três anos e meio - Jean-Pierre Fléchard
- Contra-revolução e intervenções estrangeiras na Rússia (1917-1921) - Pierre Durand
- A Segunda Guerra Mundial - François Delpla
- Sobre a origem das guerras e uma forma radical do capitalismo - Pierre Durand
- Imperialismos, sionismo e Palestina - Maurice Buttin
- Guerra e repressão: a hecatombe vietnamita - François Derivery
- Massacres e repressão no Irã - François Derivery
- Genocídio anticomunista na Indonésia - Jacques Jurquet
- Anexação fascista de Timor-Leste - Jacques Jurquet
- O Iraque, vítima do petróleo - Subhi Toma
- A África negra sob a colonização francesa - Jean Suret-Canale
- Argélia 1830-1998: dos primórdios do capitalismo colonial à empresa monopolista de recolonização "globalizada" - André Prenant
- A África das independências e o "comunismo" (1960-1998) - Francis Arzalier
- As intervenções norte-americanas na América Latina - Paco Peña, (jornalista e professor chileno)
- Estados Unidos: o sonho inacabado - A longa marcha dos afro-americanos - Robert Pac
- Centenário de um genocídio em Cuba - A "Reconstrução" de Weyler - Jean Laïlle
- O genocídio dos índios - Robert Pac
- O capitalismo assalta a Ásia - Yves Grenet
- As migrações nos séculos XIX e XX: contribuição para a história do capitalismo - Caroline Andreani
- Capitalismo, corrida armamentista e comércio de armas - Yves Grenet
- Os mortos-vivos da globalização - Philippe Paraire
- A globalização do capital e as causas das ameaças da barbárie - François Chesnais
- Os banqueiros suíços matam sem metralhadoras - Jean Ziegler
- Um anúncio vale mil bombas... Os campos publicitários na guerra moderna - Yves Frémion
- E mesmo assim a abolição do capitalismo não seria suficiente... - Monique e Roland Weyl
- Capitalismo e barbárie: quadro negro dos massacres e das guerras no século XX (1900-1997)

## Autores
Editado por Gilles Perrault, o livro é composto pelo trabalho de diversos colaboradores como: Caroline Andréani, François Arzalier, Roger Bordier, Maurice Buttin, François Chesnais, Maurice Cury, François Delpla, François Derivery, André Devriendt, Pierre Durand, Jean-Pierre Fléchard, Yves Frémion, Yves Grenet, Jacques Jurquet, Jean Laïlle, Maurice Moissonnier, Robert Pac, Philippe Paraire, Paco Peña, André Prenant, Maurice Rajsfus, Jean Suret-Canale, Subhi Toma, Monique e Roland Weyl, Claude Willard e Jean Ziegler. O livro foi traduzido para diversas línguas, incluindo o italiano e o tcheco.